# Grupos étnicos de Costa Rica
Costa Rica es un crisol de etnias, el país tiene claros registros de los diferentes grupos étnicos que lo habitan, puesto que la clasificación étnica es una de las consultas que se realiza en los censos nacionales del INEC. Según los datos del Censo de 2011, de los 4 301 712 habitantes, 3 597 000 se consideran blancos o mestizos, 44 518 negras, 289 209 mulatos, 124 000 aseguraron ser nicaragüenses, 104 000 indígenas, 9 170 chinos y 219 781 son de otra etnia o no respondieron.
Etnográficamente, Costa Rica es un país multiétnico. La población actual se ha nutrido de migraciones provenientes de todo el globo. El núcleo primordial de la población de todos, la mayoría son descendientes de españoles, los judíos conversos sefarditas que venían con ellos, los pueblos indígenas autóctonos y los esclavos negros importados durante el período de la colonia. Sucesivas migraciones posteriores a la independencia aportaron inmigrantes europeos, gitanos, chinos, coreanos, jamaiquinos de piel negra, polacos (mayormente judíos askenazíes) y árabes (sobre todo libaneses).
Finalmente, en los siglos XX y XXI no pueden dejar de contarse a los inmigrantes americanos, especialmente nicaragüenses, colombianos y estadounidenses (los tres grupos más numerosos) que representan grupos étnicos y culturales notorios dentro del país. 
Los costarricenses son en su mayoría blancos, castizos y mestizos, pero el país se considera una sociedad multiétnica, lo que significa que está habitado por personas de diversos orígenes étnicos. Actualmente, los costarricenses no ven su nacionalidad como un grupo étnico, sino como una ciudadanía con diversas etnias. Hay tres grupos étnicos minoritarios: negros, indígenas y asiáticos. La diversidad étnica y cultural quedó demostrada en el X Censo Nacional de Población. La población total del país corresponde a 4 301 712 habitantes, de los que 44 518 son afrodescendientes, 289 209 mulatos, 9 170 chinos, 3 597 000 blancos o mestizos, 104 000 indígenas, 124 000 nicaragüenses y 219 781 no pertenecen a ninguna etnia o no la declararon.
La Constitución Política de Costa Rica en su artículo primero reconoce al país como una nación multiétnica y pluricultural.

## Grupos étnicos

### Blancos y mestizos
Según datos arrojados por el censo de 2011, aproximadamente el 84 % de la población se considera blanca o mestiza. En Costa Rica durante el siglo XIX no se generó una diferencia étnica entre blancos y mestizos y solían ser vistos como un mismo grupo. Actualmente, numerosas fuentes sí separan a ambos grupos, una de ellas es el libro Composición Étnica de las Tres Áreas Culturales del Continente Americano al Comienzo del Siglo XXI donde se indica que en Costa Rica las personas blancas representan el 82% de la población, en tanto que las mestizas el 15%, agrupando a Costa Rica como uno de los cuatro países criollos en América Latina, junto con Uruguay, Argentina y Chile. Por su parte, los datos del Latinobarómetro de 2007 indican que los blancos y mestizos costarricenses representan el 50% y 20% de la población, respectivamente.
Los colonos españoles originales eran principalmente vascos, sefardíes y castellanos. A partir de la independencia, el gobierno costarricense tomó medidas deliberadas para fomentar la inmigración europea, por lo que se promovió la llegada de colonos alemanes, británicos, norteamericanos y franceses que llegaron al país como parte de ambiciosos proyectos. Los primeros inmigrantes de estas nacionalidades llegaron desde 1821, recién independizado el país, pero la mayor parte se hizo de forma organizada entre 1848 y 1868. Muchos de estos eran adinerados y no tuvieron problema en integrarse entre las capas más privilegiadas de la élite criolla, a menudo con matrimonios convenientes. Otros colonos europeos más modestos se sumaron a la clase media como técnicos y profesionales liberales entremezclándose también con la población nacional.
De condiciones económicas mucho más humildes fueron los inmigrantes italianos y polacos que entraron al territorio a finales del siglo XIX y principios del XX, además de que los polacos fueron más cerrados dentro de sus comunidades, debido a que muchos eran judíos askenazíes, y acostumbraban contraer matrimonio únicamente con personas de su mismo grupo, así como ni siquiera se casaban con personas de la más antigua comunidad judía sefardí, salvo excepciones. Los italianos durante el siglo XIX en general llegaron al país para trabajar en la construcción del ferrocarril al lado de chinos y jamaiquinos. Posteriormente radicaron en la nación motivados por multitud de razones, mientras que los polacos se dedicaron principalmente al comercio, en especial el de puerta en puerta.
Otra población migrante que puede considerarse blanca es la árabe, mayormente de libaneses, sirios y palestinos, la mayoría cristianos, pero también algunos musulmanes. Esta también se mezcló con los costarricenses, aunque una parte conservó la costumbre del matrimonio intracomunitario, y aportaron gran cantidad de apellidos árabes al país.

### Negros

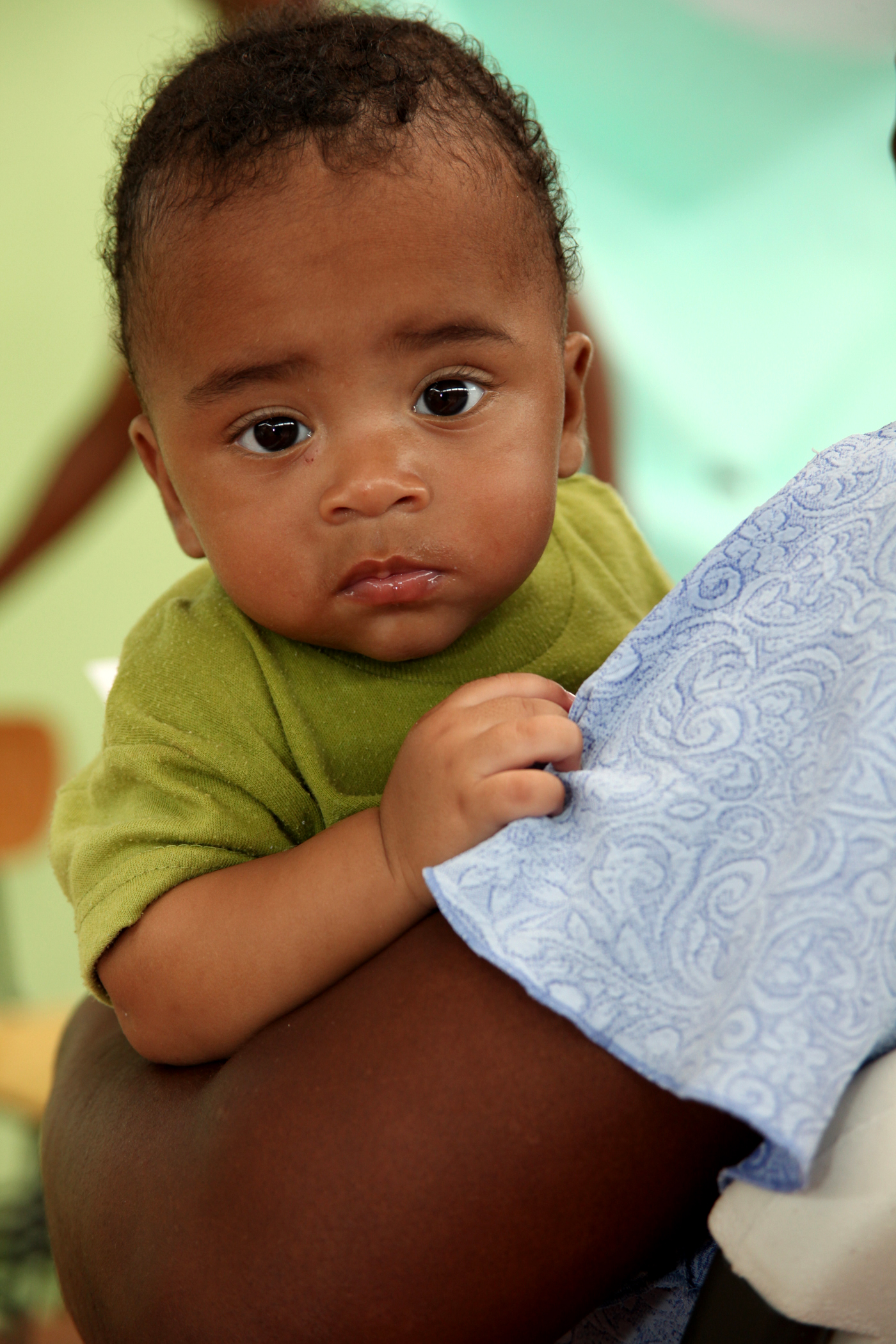
Niño del cantón de Limón.

Según datos recientes del Banco Mundial (2018), los afrodescendientes representan el 8 % de la población tica. El censo de 2011 desglosa en 6,72 % mulatos y 1,05 % costarricenses, pero la población, estimablemente, sigue subiendo desde entonces. Los negros costarricenses vienen de dos ramas principales; la primera son los descendientes de esclavos importados directamente de África y que fueron llevados a trabajar en fincas ganaderas principalmente en Guanacaste en la época colonial.
La segunda rama afrocostarricense tiene su origen en la provincia de Limón, la cual tuvo una considerable afluencia de inmigrantes negros provenientes de Jamaica y el Caribe a finales del siglo XIX, debido a la necesidad de mano de obra para la construcción del ferrocarril hacia el Atlántico, considerando a la población de origen afroantillano idónea para la tarea. De este modo, se intentó traer de 300 a 500 hombres africanos, lo cual no se pudo realizar por considerarse en su provincia natal (Cabo Verde) como ilícito y esclavista.

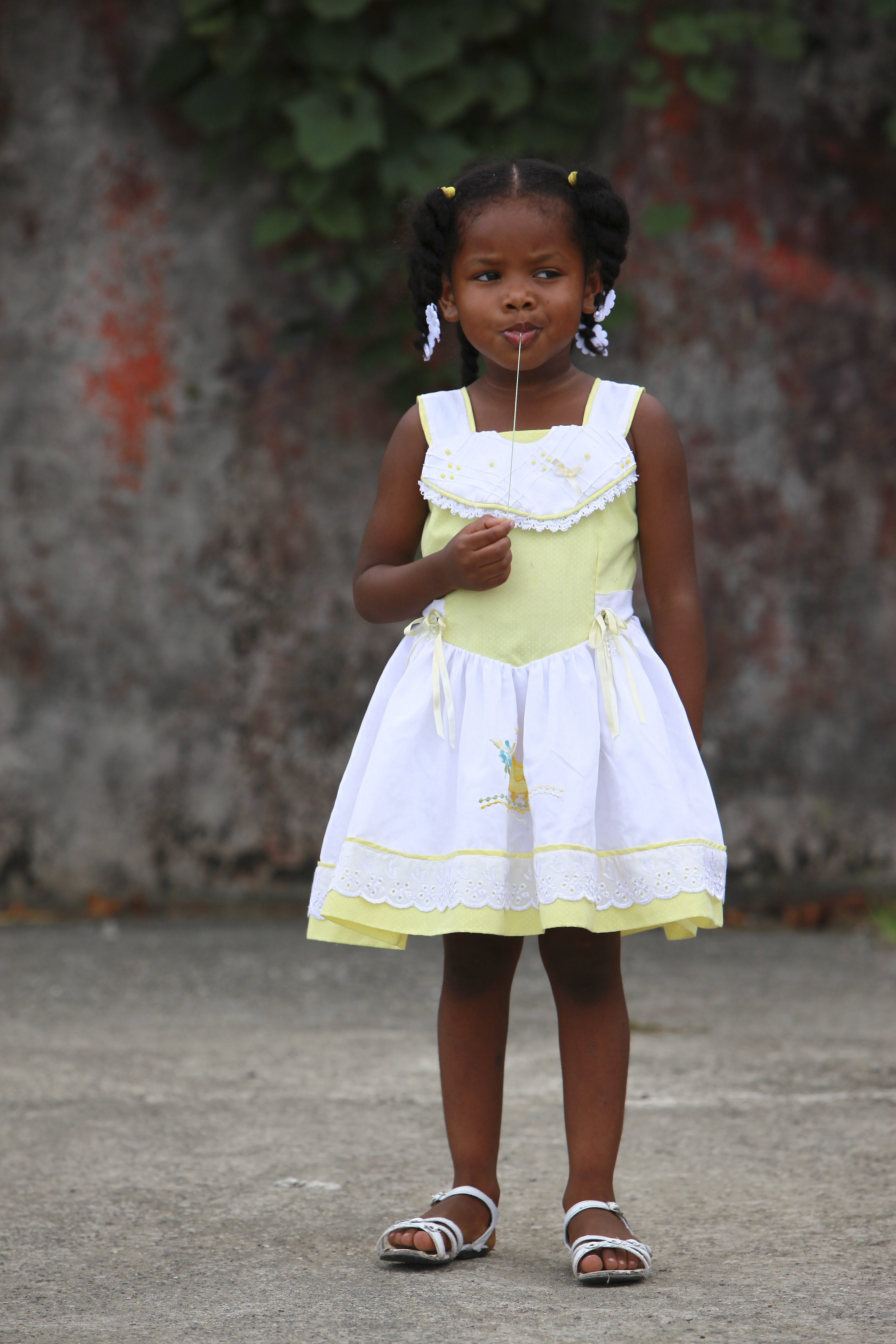
Niña afrocostarricense.

Posteriormente, se cuenta a partir de 1872 con trabajadores de la cuenca del Caribe (Belice y Cartagena), y más tarde se desplazan desde Nueva Orleans, Livingston, Cieneguita, Curazao y Aruba, entre otros. Para 1872 inicia el éxodo de jamaiquinos hacia tierras costarricenses, el 20 de septiembre de ese año ingresó el primer grupo de 123 hombres y tres mujeres procedentes de Jamaica.
Estos hombres fueron considerados por su gran rendimiento especialmente los de las Antillas Neerlandesas y Jamaica, y fueron estas manos las que construyeron las primeras millas de la línea del ferrocarril en las tierras bajas del Caribe según lo expresa un documento de 1873 en el que expone que casi todos los 520 peones de esta división son jamaiquinos. A los trabajadores de origen jamaiquino se les prohíbe por ley entrar al Valle Central de Costa Rica hasta 1949 en que la Asamblea Constituyente abroga la restricción.
Los negros costarricenses tienen una rica cultura propia que incluye música, gastronomía, trajes tradicionales, cantos y danzas. Los de origen jamaiquino suelen hablar inglés, patois o mekatelyu además de español, tener nombres anglosajones y religión protestante, en especial la anglicana. Los de origen africano suelen tener apellidos latinos, ser católicos y hablar solo español. En la actualidad las provincias con mayor número de afrocostarricenses son Limón y San José.

### Indígenas

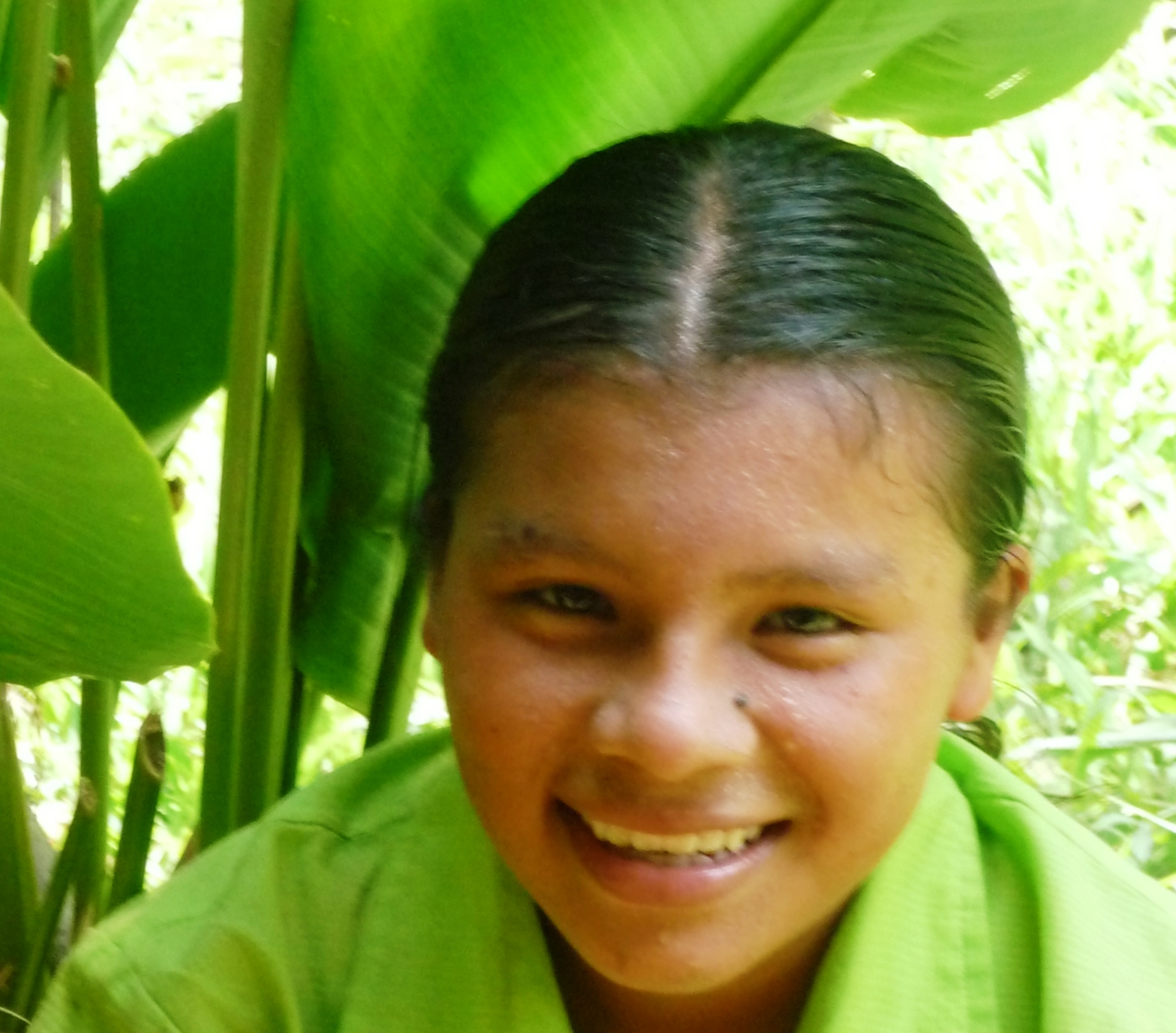
Joven bribri en Yorkín, Alta Talamanca, provincia de Limón.

Los indígenas representan el 2,5 % de la población según arrojan los datos recopilados por el INEC. Existen en Costa Rica ocho etnias nativas reconocidas: bribris, cabécares, guaimies, malekus, borucas, térrabas, huetares y chorotegas distribuidos en 22 territorios autónomos. Las personas indígenas, por lo general, se mantienen cerca de sus comunidades y pocas salen de las mismas, salvo por motivos de estudio y capacitación, por lo que su interacción con el resto del país es bastante limitada. Una compleja problemática que no ha sido atendida por el gobierno ni resuelta satisfactoriamente es la presencia de pobladores no indígenas en sus territorios o en fronteras difusas de los mismos que no han sido reubicados por las autoridades.
A la llegada de los españoles al continente americano, los habitantes originales de lo que hoy es Costa Rica sumarían unas 400 000 personas, diseminadas en distintas regiones del país y ocupando gran parte de su territorio. Estas poblaciones se encontraban organizadas política y económicamente en cacicazgos, que eran estructuras complejas y socialmente jerarquizadas, con especializaciones del trabajo, regidas por un cacique, su grupo de principales y la clase sacerdotal.
Los chorotegas, de cultura mesoamericana, ocupaban Guanacaste, con el Reino de Nicoya como el cacicazgo más importante. La zona de Cañas era asiento de los corobicíes, de los cuales descienden los actuales guatusos. Pertenecientes a la cultura del Área Intermedia, los huetares eran el grupo más importante en la región central y la vertiente del Pacífico del país. Los huetares conformaron dos grandes señoríos: el de Garabito o Reino Huetar de Occidente, y el de El Guarco o Reino Huetar de Oriente. Entre los huetares existieron otros cacicazgos menores como Pacaca, Aserrí, Curriravá y Toyopán. En las llanuras del norte, habitaron los botos, tises y katapas. En la zona del Atlántico, el cacicazgo más importante fue el de Talamanca, que agrupaba a bribris, cabécares y térrabas, mientras que Tariaca, Suerre y Pococí eran otros cacicazgos menores. En la zona sur del país, habitaban los quepoas, borucas, cotos y guaimíes. Tras la conquista de Costa Rica, la población indígena sufrió una drástica disminución demográfica, de modo que para la colonia solamente el 10% de la población era autóctona.

### Asiáticos

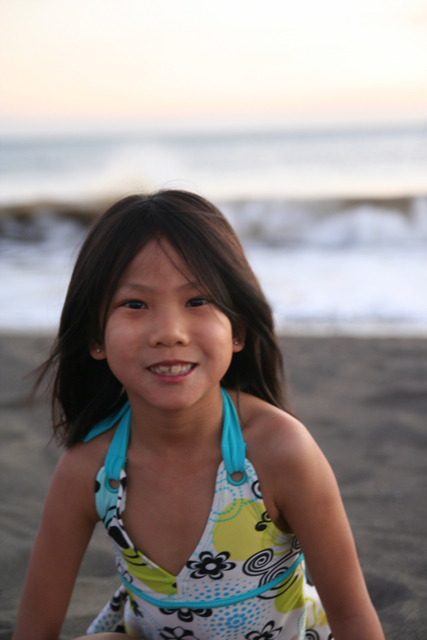
Niña sinocostarricense en Puntarenas.

La población de origen asiático es otro de los grupos étnicos más notorios del país, aunque la mayoría proviene de China. Además de chinos, también hay costarricenses de origen coreano, indio, japonés y tibetano, aunque en menor número. (La cantidad de estos últimos es difícil de definir, ya que el censo sólo incluye la clasificación chino entre las opciones para los asiáticos). Los primeros inmigrantes chinos eran oriundos de Cantón; luego siguieron influjos de inmigrantes de China central y Taiwán.

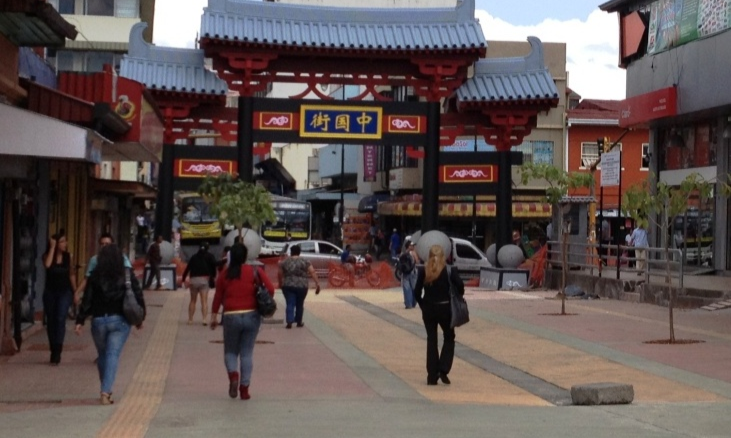
Barrio chino de San José.

El origen de dicho grupo en el país data de mediados del siglo XIX, con diferentes migraciones bastante cuantiosas de chinos étnicos provenientes de toda la cuenca del Caribe, así como de Macao y Taiwán. En el siglo XX se alcanzó el pico de entrada con grandes migraciones masivas para trabajar en el Ferrocarril al Atlántico en condiciones abusivas y deplorables. En todo caso, la mayoría permanecieron después de terminada o interrumpida la construcción, distribuidos en todo el país pero con sus mayores comunidades en Limón y Puntarenas.  
Las inmigraciones chinas, coreanas y taiwanesas continúan hasta la fecha, la mayoría de inmigrantes modernos se asienta en el país dedicados al comercio. Estos inmigrantes trajeron al país muchas de sus costumbres, celebraciones, religiones y lenguas, aunque un sector importante (especialmente el llegado en el siglo XIX antes de la construcción del ferrocarril) se adaptó al idioma español y la religión católica, su influencia cultural es indudable. Costa Rica es, por ejemplo, el país con mayor cantidad de budistas de Centroamérica y cuenta con su propia pagoda de budismo chino en San José, la influencia de la cultura china en la arquitectura, la economía y la literatura es importante, así como los aportes de los integrantes de esta comunidad a las artes, las ciencias y la política.